# Тауха
Тауха (нем. Taucha) — город в Германии, в земле Саксония. Подчинён административному округу Лейпциг. Входит в состав района Северная Саксония.  
Население составляет 14352 человека (на 31 декабря 2010 года). Занимает площадь 33,70 км². Официальный код  —  14 3 74 345.
Город подразделяется на 9 городских районов.

## История
Это поселение было впервые упомянуто епископом Титмаром Мерзебургским в 974 году, под именем Котунг (Cothung). А в 1170 г. торговому городу Тух (Tuch)были дарованы городские права Магдебургским архиепископом Вихманом фот Зеебургом.
При Таухе разыгралось одно из сражений Войны шестой коалиции.